# Rickia zanettii
Rickia zanettii är en svampart som beskrevs av W. Rossi & Cesari 1978. Rickia zanettii ingår i släktet Rickia och familjen Laboulbeniaceae.   Inga underarter finns listade i Catalogue of Life.